# Cittadinanza nell'antica Grecia

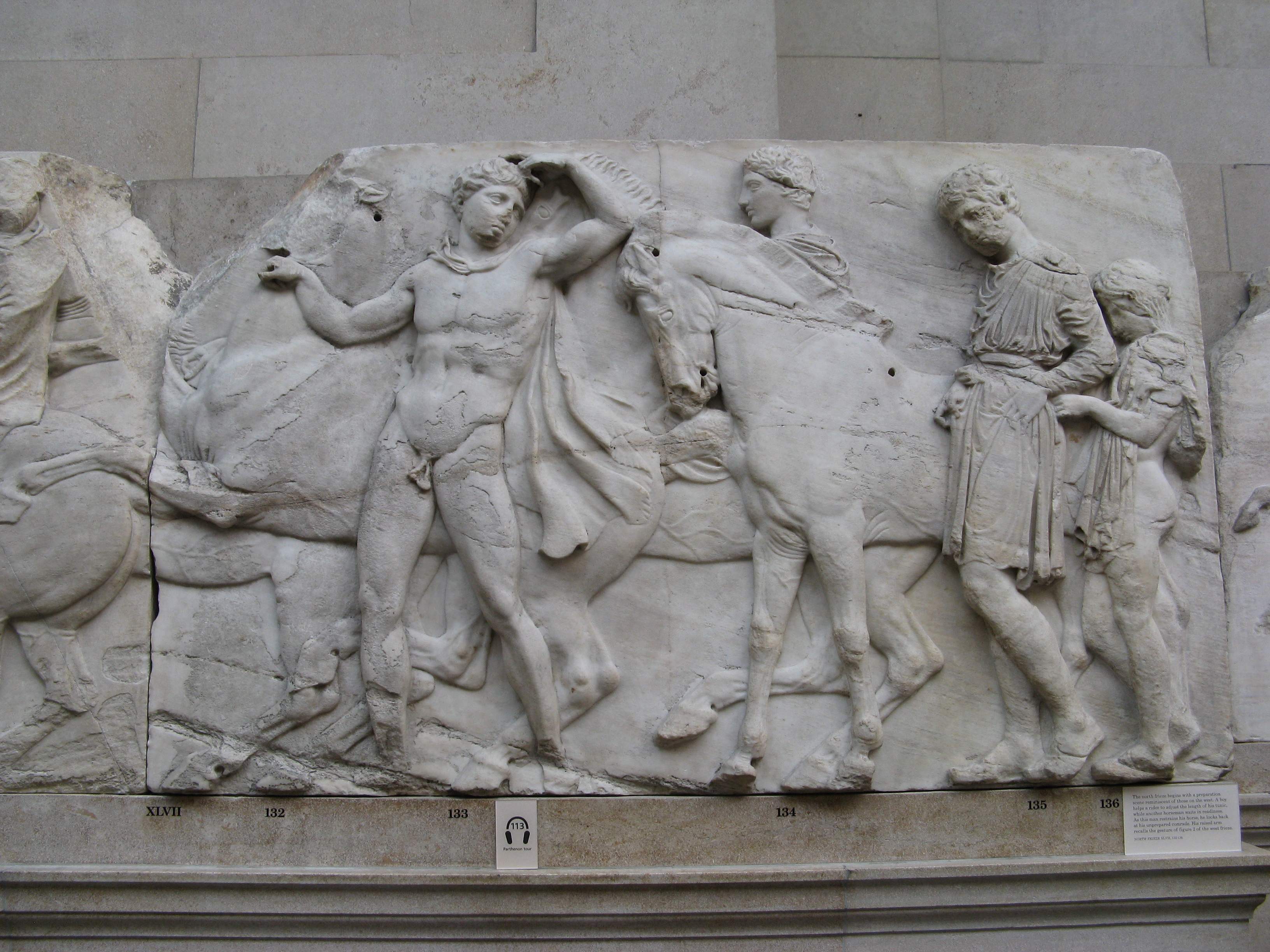

La cittadinanza nell'Antica Grecia si definisce per un certo numero di prerogative e vantaggi, di obblighi e esigenze che li distinguevano dai non cittadini: prerogative politiche, giuridiche, religiose, benefici sociali, e obblighi militari. I meteci e gli schiavi vivevano nella città con i cittadini, ma questa era esclusivamente una comunità di cittadini, e di cittadini uomini, per il fatto che le donne erano escluse dai diritti politici.

## Privilegi e obblighi del cittadino

### Prerogative politiche
Le prerogative politiche corrispondono al diritto del cittadino di partecipare nella gestione degli affari pubblici:
- riunendosi nell'Assemblea del popolo (Ecclesia ad Atene o Apella a Sparta) o nei consigli (Bulé ateniese o gerusía spartana).
- svolgendo le magistrature o altri carichi che il popolo aveva affidato (funzioni di arconte, di stratego, di tesoriere, di epimeleta, ecc.)
- amministrando la giustizia nei tribunali.

Queste prerogative vanno molto più in là della politica nel senso rigido del termine, poiché il cittadino partecipava al potere deliberativo, al potere esecutivo e al potere giudiziario.
La storia delle città greche conduce a considerare tre tipi di regimi politici:
- quelli in cui tutti i cittadini possono partecipare pienamente nella gestione degli affari pubblici, riunendosi in assemblee, consigli o nei tribunali svolgendo l'esercizio della magistratura.
- quelli in cui si avevano accanto ai cittadini che partecipavano pienamente, altri che partecipavano parzialmente, perché non avevano accesso alle magistrature —o unicamente ad alcune di loro— limitandosi a partecipare ad assemblee e tribunali, e a volte solo alle assemblee.
- quei regimi in cui accanto ai cittadini con pieni diritti, vi erano coloro che non partecipavano alle assemblee, né facevano parte dei tribunali e che erano considerati cittadini, perché godevano di distinte prerogative politiche. I primi partecipavano all'archè, ossia al potere. I secondi erano cittadini da meno, rispetto ai cittadini passivi, in quanto i primi erano del tutto cittadini attivi. Aristotele afferma che i cittadini che non partecipano all'archè sono pseudo-cittadini.[1]

### Prerogative giuridiche

#### Il diritto di proprietà
è uno dei privilegi essenziali del cittadino è il diritto di proprietà, più concretamente il diritto ad avere una masseria nel territorio della città. È quello che i documenti ufficiali traducono per l'espressione gès kai oikias, diritto di possedere della terra e una casa. Questo privilegio intrinseco alla cittadinanza, si perde quando al cittadino che ha commesso una mancanza grave vengono confiscati i beni, contemporaneamente gli vengono ritirati i privilegi religiosi e giudiziari. Ad Atene questa degradazione civica si chiamava atimia.

#### L'accesso ai tribunali e le garanzie giudiziarie

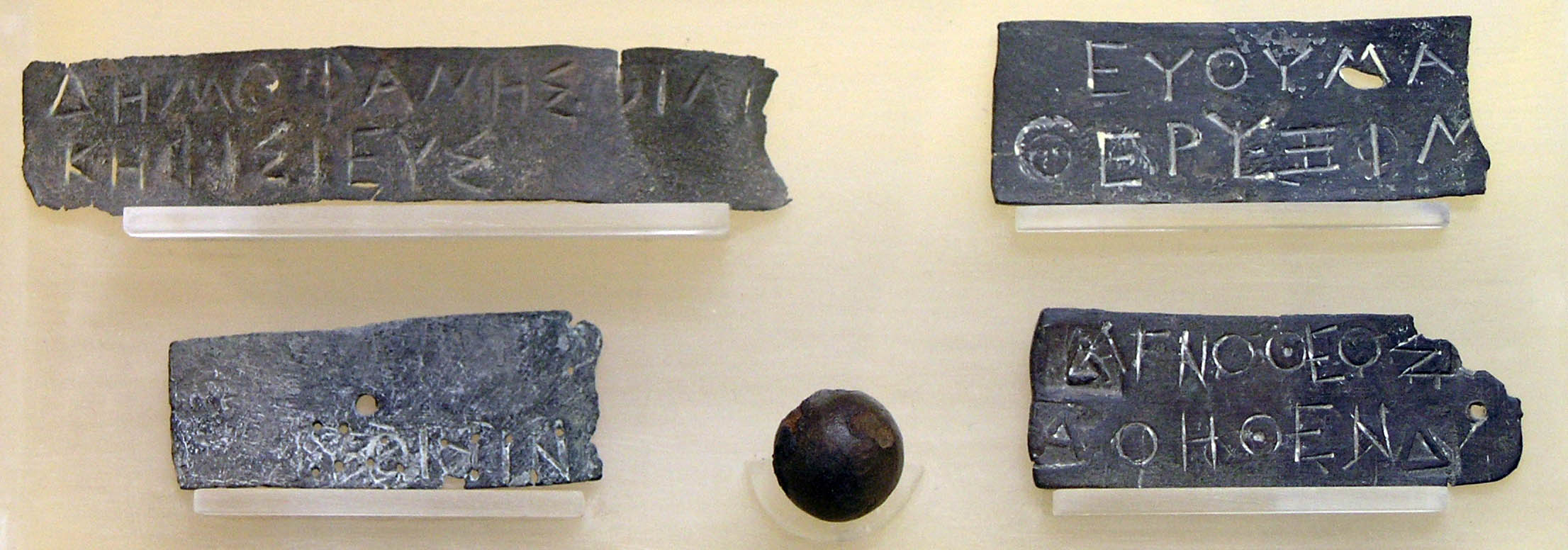
Tavolette di identificazione dei cittadini ateniesi (nome, nome del padre, demo) per il sorteggio delle giurie. Museo dell'Agorà di Atene.

La qualità del cittadino garantiva a un uomo il potere di intraprendere un'azione come richiedente o per rispondere come difensore davanti ai tribunali ordinari, senza intermediari né garanti, né cauzioni.

### Prerogative religiose
Il cittadino non è solo colui che partecipa dell'archè, bensì quello che ha il privilegio di partecipare completamente a tutte le manifestazioni della religione civica. Ha diritto di partecipare ai sacrifici, di prendere parte attiva delle feste religiose e di svolgere il sacerdozio.

#### La partecipazione ai sacrifici
È un privilegio essenziale del cittadino. Il sacrificio è l'atto religioso per eccellenza, quello per il quale la città intera comunica con i suoi dei. L'animale sacrificato si divideva in due parti: il grasso e l'osso delle cosce sono bruciati e offerti agli dei, la carne è distribuita tra i partecipanti e mangiata. Gli stranieri non erano generalmente ammessi a questo atto di comensalità, tranne in alcuni casi per gli stranieri residenti.

#### Prendere parte attiva nelle feste religiose
Era un diritto riservato al cittadino. Ad Atene, lo straniero non poteva prendere parte ai concorsi organizzati nelle feste civiche, salvo quelli che costituivano la dimensione di una festa panellenica.

#### Svolgere il sacerdozio
Il cittadino è l'unico che poteva pretendere l'esercizio del sacerdozio. Doveva avere certi requisiti: essere fisicamente integro, non avere commesso nessun crimine, appartenere a una famiglia senza macchia, essere di nascita legittima. Ad Atene, quelli che avevano avuto recentemente accesso alla cittadinanza non potevano svolgere il sacerdozio. Solo i bambini erano autorizzati, a condizione che la loro madre fosse ateniense e fosse sposata con matrimonio legittimo. Erano esclusi dal sacerdozio i cittadini castigati con l'atimia.

### Benefici sociali
La polis riservava al cittadino un certo numero di benefici che gli erano espressamente conferiti per facilitare l'assistenza alle feste pubbliche e per permettere di sopperire alle sue necessità vitali, se aveva scarsi mezzi.
- Ad Atene, il cittadino riceveva un risarcimento per aver assistito agli spettacoli che si erano svolti nelle feste religiose come le Dionisie. Originariamente, si trattava di permettere ai cittadini più poveri di partecipare alle rappresentazioni teatrali. Più tardi, divenne sufficiente essere presenti a una festa, anche se non vi erano spettacoli, per i quali questo risarcimento veniva trasformato in sussidio. Le frodi furono duramente represse.
- In tempi di scarsità, quando il grano diventava più costoso, lo Stato lo distribuiva gratuitamente ai cittadini o lo vendeva a prezzi bassi. I beneficiari dovevano dimostrare il loro status di cittadini e, se necessario, era stata effettuata una revisione delle liste civiche.
- In circostanze particolarmente difficili, specialmente in tempo di guerra, un aiuto eccezionale poteva essere decretato per i cittadini più poveri.

### Obblighi fiscali
Il cittadino doveva partecipare agli oneri fiscali che la comunità esigeva da ciascuno dei membri in proporzione alle proprie risorse. Ad Atene, per la valutazione di questi obblighi, i cittadini erano divisi in quattro classi in base alla loro fortuna: la prima classe, quella dei pentacosiomedimi raggruppava i cittadini che avevano ottenuto un reddito di almeno 500 misure (medimni ) di grano o 500 misure di olio (metreta), la seconda classe, quella degli hippeis (cavalieri), comprendeva i cittadini il cui reddito era pari o superiore a 300 medimni o 300 metreta; la terza classe, gli Zeugiti, era quella di coloro che avevano 200 o più  medimni o 200  metreta; la quarta classe, i teti, era composta da coloro che avevano redditi inferiori a 200 medimni o metreta.
Ad Atene, le tasse fiscali avevano due forme principali: l'Eisphora e la Liturgia.
- L'eisphora non era una tassa regolare, ma un'imposta straordinaria riscossa in caso di necessità per far fronte a spese eccezionali, ad esempio per esigenze militari. Originariamente, l'eisphora era basata solo sulla proprietà immobiliare e distribuita tra le prime tre classi, i teti erano esclusi. Nel 378-377 a.C. è stata effettuata un'importante riforma, tutti i beni, immobili e mobili vennero presi in considerazione. Sulla base della dichiarazione di ciascun contribuente, lo Stato stabilì una stima globale della fortuna dei cittadini e fissò, sulla base di questa stima, l'importo totale del reddito che interessava l'eisphora. I cittadini furono quindi divisi in simmoria o gruppi di contribuenti. Ogni simmoria contribuiva, per una parte uguale, all'importo totale della tassa: in ogni simmoria di forma interna, la distribuzione veniva resa proporzionale alla fortuna di ciascuno sulla base della sua dichiarazione. Per ricevere più rapidamente la somma scontata, lo Stato aveva creato un po' più tardi la proeisphora pagata dai 300 cittadini più ricchi che hanno anticipato l'intera eisphora, che doveva essere rimborsata dagli altri contribuenti, il che non era sempre facile e causava molti attriti.
- Il principio della liturgia si basava sul fatto che i cittadini più ricchi erano responsabili delle spese di pubblica utilità. Ad Atene erano note diverse liturgie: la coregìa, l'organizzazione di cori per spettacoli (ditirambi, commedie, tragedie che si svolgevano nelle grandi feste religiose, ginnastica, di cui un cittadino era responsabile per le spese di formazione e partecipazione della sua tribù in alcuni eventi sportivi, l'estiasi, l'organizzazione di un pasto pubblico offerto ai membri della tribù, l'architettura, la responsabilità della delegazione religiosa per annunciare all'estero i grandi festival della città o rappresentarla in festival organizzati da altre città ; la trierarchia, l'equipaggiamento e il comando di una trireme.

### Obblighi militari
Il cittadino era obbligato al servizio militare, e questo obbligo sembrava, sotto certi aspetti, un privilegio a lui riservato. In linea di principio, tuttavia, la città non lo precludeva ai non cittadini (stranieri residenti o schiavi) e in casi eccezionali di necessità, li arruolava in diverse unità. Non tutti i cittadini erano uguali di fronte agli obblighi militari, perché nella maggior parte delle città si considerava il loro censo.
Ad Atene, tutti i cittadini dai 20 ai 49 anni potevano essere chiamati per partire in una campagna militare. Prima dei 20 anni, i giovani cittadini ateniesi che avevano compiuto un periodo di addestramento civico e militare durante il quale erano di stanza in diversi punti fortificati e pattugliavano la chora. Da 50 a 59 anni, il cittadino poteva essere chiamato ad assicurare le mura in tempo di guerra. Ma l'attribuzione dei cittadini era basata sulle loro risorse, poiché dovevano armarsi e attrezzarsi a proprie spese.

## Acquisizione della cittadinanza

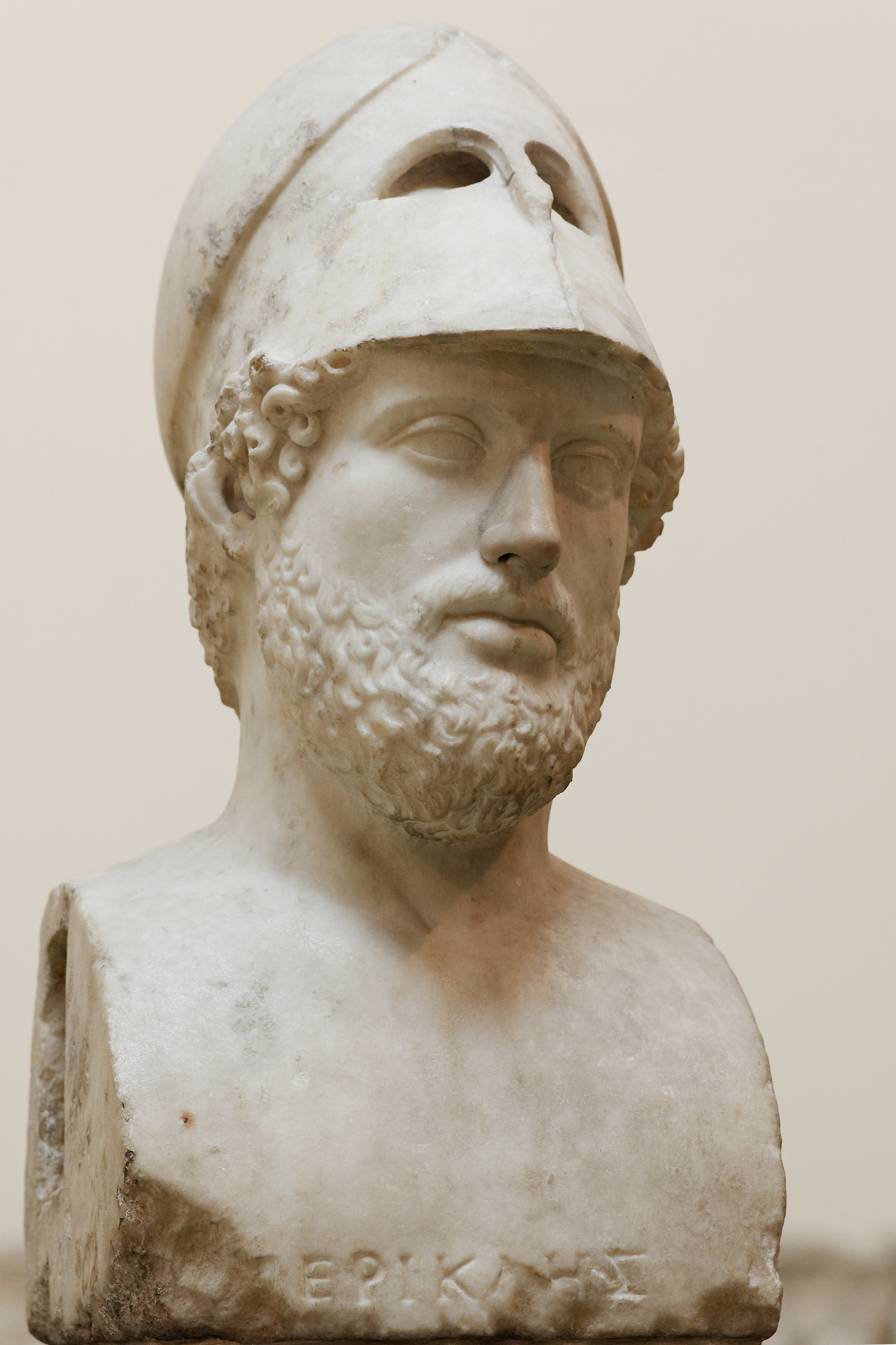
Pericle fu colui che propose il decreto per limitare la cittadinanza ad Atene ai figli di un padre e una madre ateniese.

Ad Atene, la cittadinanza veniva acquisita attraverso la naturalizzazione o la nascita. A partire dal 451 a.C., venne votato un decreto su iniziativa di Pericle, limitando le condizioni per ottenere la cittadinanza: i cittadini ateniesi erano uomini di venti anni almeno, nati da un padre cittadino ateniese e di una madre figlia di un cittadino ateniese. Questa legge dovette rimanere in vigore fino alla guerra del Peloponneso, nel corso della quale cadde in disuso, per essere confermata in seguito, senza effetto retroattivo, con la restaurazione democratica del 403 a.C. In effetti, secondo questa legge, i bambini nati da unioni miste, che non erano proibite, tra un ateniese e uno straniero, erano esclusi dalla cittadinanza e dall'eredità dei genitori. Nati da un'unione legittima, entrambi i genitori di origine ateniese, o più spesso un padre e una madre cittadini straniero di condizione inferiore, nothoi, non potevano esercitare i diritti dei cittadini o di ereditare i beni paterni.
La stragrande maggioranza dei cittadini ateniesi lo era per nascita. Atene non aveva un registro centralizzato dei cittadini: l'elenco era tenuto dai demi e dalle fratrie. Un cittadino di sesso maschile entrava nella fratria del padre a tre o quattro anni, e nel loro demo all'età quando si raggiunge la cittadinanza. Le donne cittadine non venivano registrate da nessuna parte, anche se erano spesso presentate alla fratria del padre e le testimonianze dei membri di questa fratria dovevano essere di vitale importanza quando gli Ateniesi (maschi) dovevano dimostrare la cittadinanza della madre. Ma era l'iscrizione al demo che in realtà determinava la piena cittadinanza. Una delle più importanti riforme di Clistene fu quella di aderire a questo esercizio di registrazione dei diritti politici, e nel IV secolo a.C., la menzione del demo era importante quanto il patronimico per l'identità completa del cittadino. Ogni ateniese aveva un nome tripartito, composto dal onoma (nome personale), il patronymikon (patronimico) e dèmotikon (il nome del demo). Si applicava alla vita privata e pubblica.

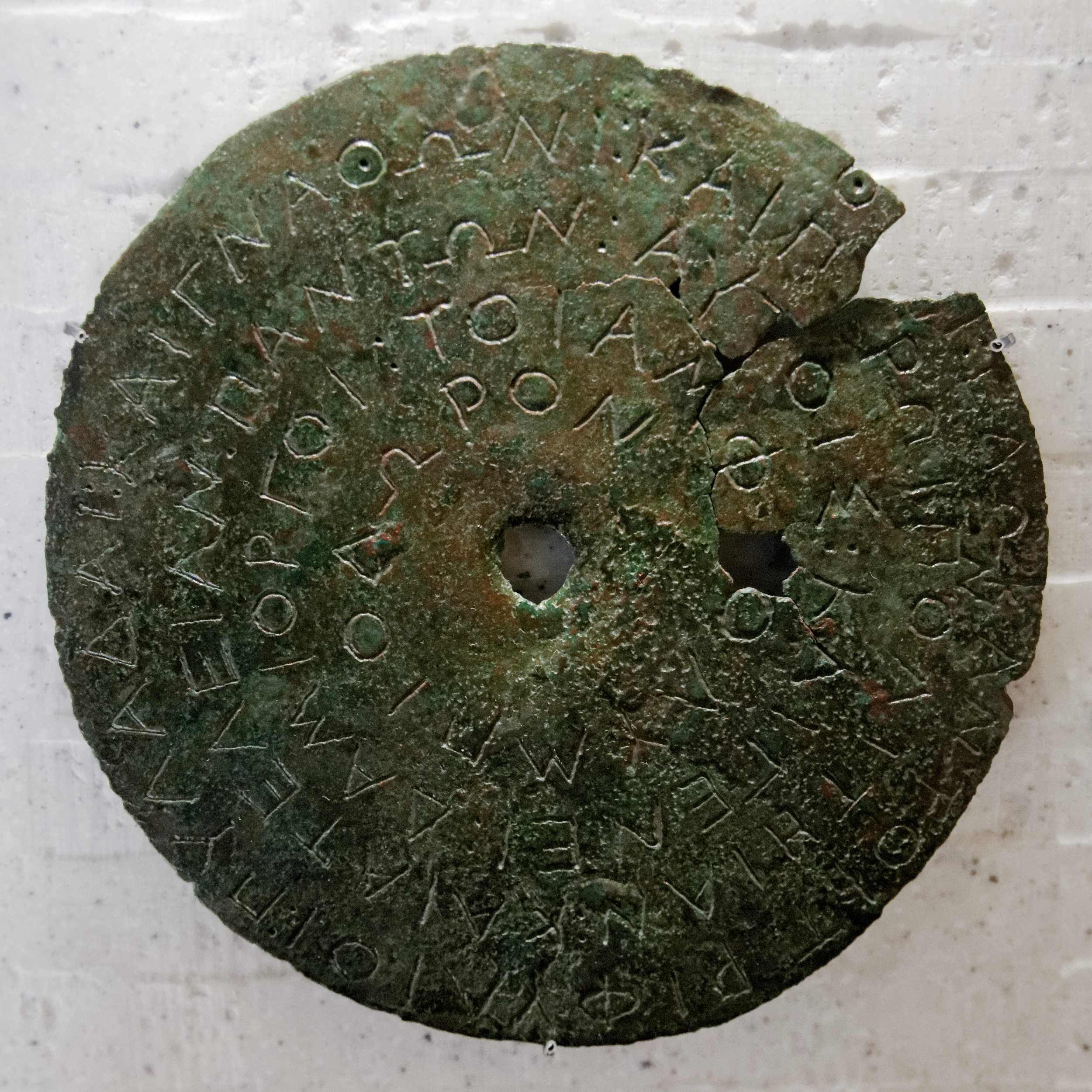
Decreto del IV secolo a.C. dei trifilia che garantiscono la cittadinanza e l'esenzione delle spese pubbliche a tre persone.

All'inizio dell'anno, tutti i giovani che avevano compiuto 18 anni nell'anno precedente venivano presentati dal padre o dal loro tutore prima dell'assemblea del loro demo. Ognuno dei membri aveva il diritto di opporsi all'ammissione del giovane. L'assemblea prestava giuramento e poi votava due volte: la prima per sapere se il candidato aveva il requisito di avere 18 anni, la seconda volta per sapere se era nato libero (cioè, se i loro genitori erano cittadini), e se rispettavano il quadro legale (cioè che i loro genitori fossero sposati). Se i due voti erano positivi, il candidato era registrato nel registro del demo; aveva il diritto di fare appello al Tribunale del popolo, nel qual caso il demo era rappresentato da cinque giovani accusatori e probabilmente dal padre. Se avesse vinto il ricorso, il demo avrebbe dovuto accettare, ma se il giudice decideva contro di lui era venduto come schiavo. Dopo essere stati registrati nel demo, i nuovi cittadini di quell'anno venivano presentati al Consiglio (Boulé), che procedeva a una dokimasia nel corso della quale venivano nuovamente votati sulla loro età.
Al momento della composizione della Costituzione degli Ateniesi, i giovani dopo la loro registrazione, dovevano seguire per due anni una sorta di addestramento militare, prima di accedere, all'età di vent'anni, alla stessa comunità politica. In questo periodo di due anni, l'efebia, rappresentava l'adattamento alle realtà della città degli antichi riti di iniziazione, che permetteva agli efebi ateniesi di passare dall'adolescenza alla condizione di cittadini a pieno titolo.
Un'altra via d'accesso ad Atene era la naturalizzazione, che consisteva nel concedere la cittadinanza ai non Ateniesi in riconoscimento dei servizi resi alla città. Il popolo riunito in assemblea (Ekklesia) decideva di concederlo nella successiva assemblea in modo che avesse la forza della legge, con il voto di almeno seimila Ateniesi che votassero a scrutinio segreto. «I pritani erano incaricati della sistemazione delle urne e di consegnare le carte di voto alle persone mentre si avvicinavano, prima che gli stranieri entrassero e prima di rimuovere le palizzate, in modo che ciascuno agisse con totale indipendenza e guardasse dentro se stesso dato che stava per diventare un cittadino, degno di accedere alla cittadinanza».
Inoltre, in virtù di un trattato di isopoliteia tra due poleis, i cittadini potevano godere dei privilegi di cittadinanza nelle due città che facevano parte del trattato. In pratica, ciò significa che venivano concessi benefici quali l'esenzione fiscale, il diritto al sacrificio nei servizi pubblici, dei posti speciali nelle assemblee pubbliche e il diritto di agire nel tribunale pubblico, riservato ai cittadini. Inoltre, ogni cittadino di una città che desiderava ottenere la piena cittadinanza, in particolare l'idoneità per un incarico pubblico, nell'altra città doveva dichiararsi soggetto a tasse.